# ورندی موتی
ورندی موتی (به انگلیسی: Varandi Moti) یک روستا در هند است که در گجرات واقع شده‌است.